# Kastilská koruna
Kastilská koruna (španělsky Corona de Castilla, latinsky Corona Castellae atd.) byla středověkým politickým útvarem na Pyrenejském poloostrově, který vznikl v roce 1230 v důsledku třetího a definitivního spojení korun a o několik desetiletí později i parlamentů království Kastilie a Leónu, když král Ferdinand III. Kastilský nastoupil na prázdný leónský trůn. Kastilská koruna nadále existovala jako samostatný celek i po vytvoření personální unie v roce 1469, kdy došlo ke spojení korun Kastilie a Aragonu sňatkem Katolických Veličenstev, až do vyhlášení dekretů Nueva Planta Filipem V. v roce 1716.

## Dějiny

Kastilská koruna roku 1400

Zásadními událostmi v dějinách Kastilie byly v roce 1492 plavba Kryštofa Kolumba a objevení Ameriky. Součástí Kastilské koruny byly také Západní Indie, ostrovy a pevninské oblasti Oceánského moře, když byly v roce 1506 a po smrti Ferdinanda Katolického přeměněny z lén na království dědiců Kastilie podle smlouvy z Villafáfily. Objevení Tichého oceánu, dobytí Aztécké říše, dobytí říše Inků, španělské dobytí Nové Granady a také dobytí Filipín pomohly z Kastilské koruny udělat v 16. století globální impérium.
Titul „král Kastilie“ byl během 16. a 17. století používán habsburskými vládci. Karel I. byl králem Aragonu, Mallorky, Valencie a Sicílie, hrabětem z Barcelony, Roussillonu a Cerdagne, a také králem Kastilie a Leónu v letech 1516 až 1556.
Na počátku 18. století Filip z rodu Bourbonů zvítězil ve válce o španělské dědictví a vůči Aragonské koruně, která podporovala jeho nepřátele, uplatnil unifikační politiku. Tím došlo ke sjednocení Aragonské koruny a Kastilské koruny ve Španělské království. Ačkoli dekrety Nueva Planta formálně Kastilskou korunu nezrušily, země (Kastilie a Aragon) byla jak současníky, tak historiky nazývána „Španělsko“.

## Územní dělení
- Kastilské království
  - vlastní Kastilie (Stará Kastilie)
  -  království Toledo (Nová Kastilie)
  -    království Córdoba (od 1236)
  -    království Jaén (od 1246)
  -  království Sevilla (od 1248)
  -  království Murcia (od 1258)
  - panství Molina a Vizcaya
  - provincie Guipúzcoa a Álava
  - města Ceuta a Melilla

- Leónské království
  - vlastní León
  -  Asturské knížectví
  -  Galicijské království
- království Granada (od 1492)
- království Navarra (od 1515)

zámořské kolonie (před rokem 1715):
- království Kanárských ostrovů (od 1492)
- místokrálovství Nové Španělsko (od 1535)
- místokrálovství Peru (od 1542)